# Heusenstamm
Heusenstamm ist eine Stadt mit etwa 19.000 Einwohnern im südhessischen Landkreis Offenbach und an der Bieber gelegen.

## Geographie

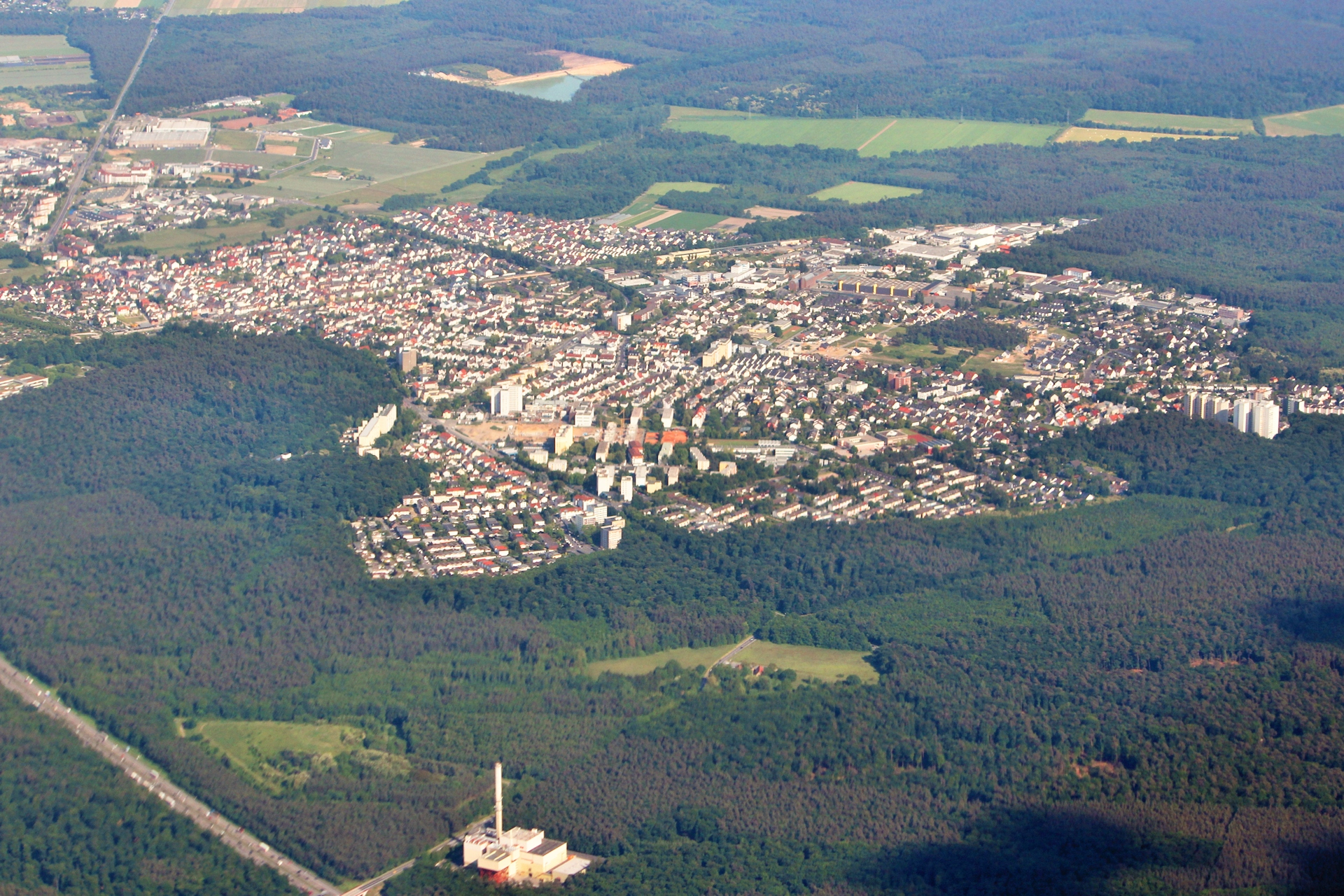
Luftaufnahme 2013

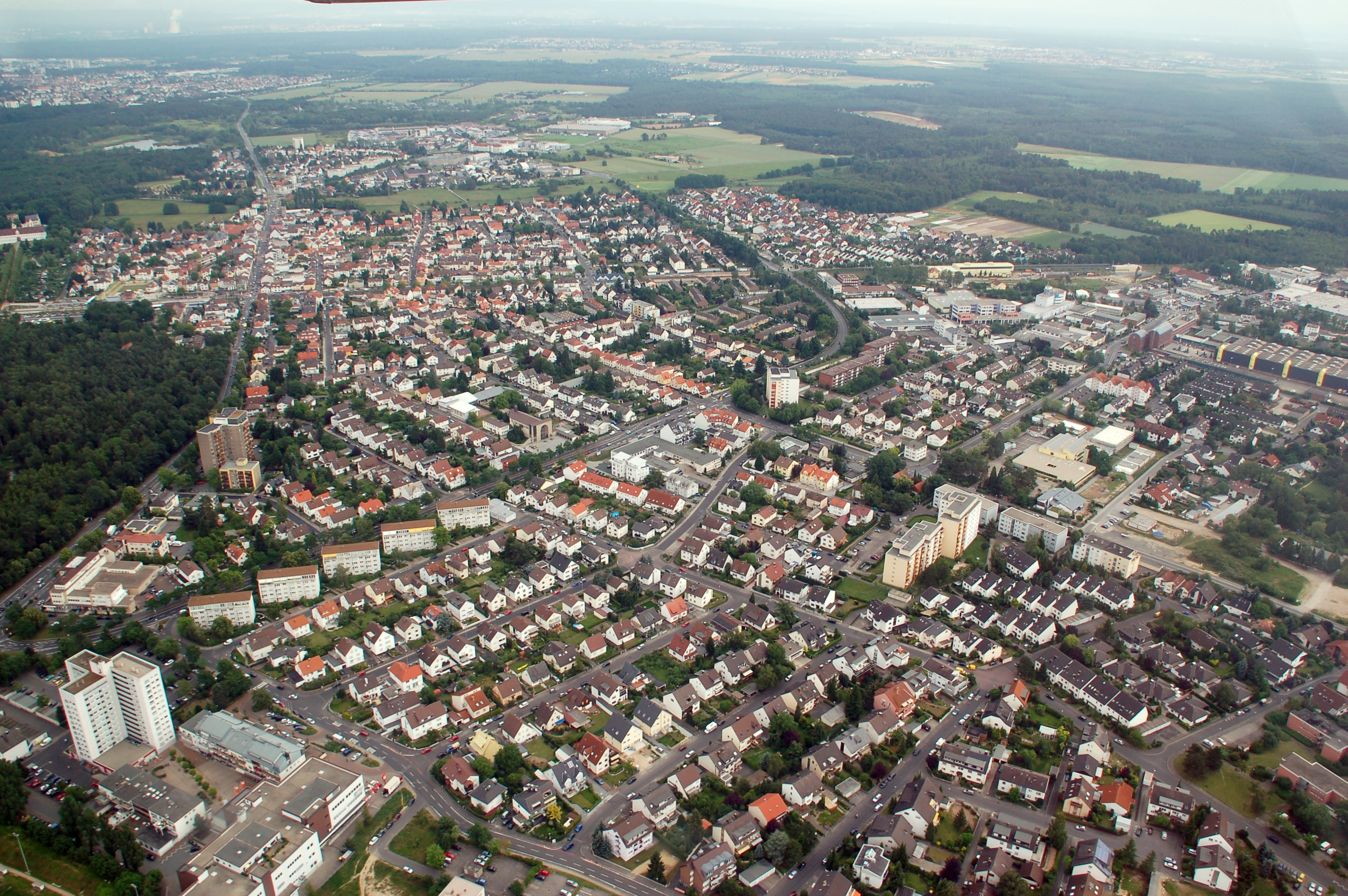
Luftaufnahme 2007

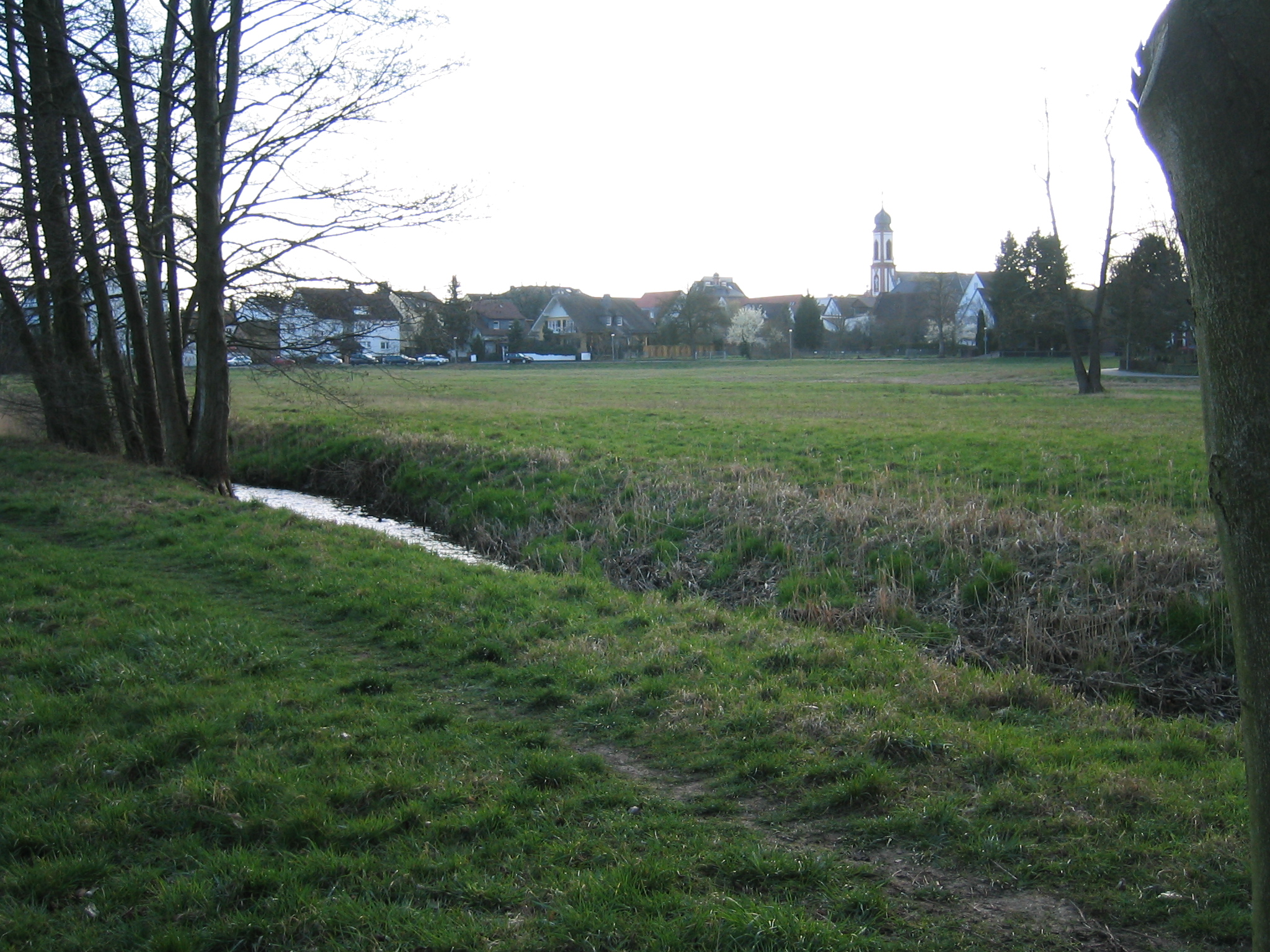
Heusenstammer Stadtkulisse mit Bieber im Vordergrund

### Geographische Lage
Heusenstamm ist eine von 13 Städten und Gemeinden im Landkreis Offenbach. Die Stadt liegt im Rhein-Main-Gebiet südlich von Frankfurt am Main und Offenbach am Main auf einer Höhe von durchschnittlich 121 m ü. NN Der tiefste natürliche Punkt ist das Bett der Bieber, der höchste die Erhebung Hoher Berg mit 159 m ü. NN Südwestlich findet sich Darmstadt als Verwaltungssitz des Regierungsbezirks. Heusenstamm liegt im südlichen Teil Hessens unweit der Mittelgebirge Odenwald und Spessart.

### Nachbargemeinden
Heusenstamm grenzt im Norden an die kreisfreie Stadt Offenbach am Main, im Nordosten an die Stadt Obertshausen, im Südosten an die Stadt Rodgau, im Süden an die Stadt Dietzenbach sowie im Südwesten an die Stadt Dreieich.

### Stadtgliederung
Heusenstamm besteht aus den Stadtteilen Heusenstamm mit 16.266 Einwohnern und Rembrücken mit 2.116 Einwohnern (Stand: 31. Dezember 2006).

## Geschichte

### Mittelalter
Die älteste erhaltene Erwähnung von Heusenstamm findet sich in einem Eppsteinischen Lehnsbuch 1211. Dort beurkundete Gottfried von Eppstein, dass er Burg und Dorf Huselstam vom Reich zu Lehen hatte und er beides an Eberhard Waro von Hagen-Heusenstamm weiter verlieh. Eberhard Waro von Hagen-Heusenstamm ließ eine Wasserburg erbauen. Später wurde der Ort Husinstam und ab dem 15. Jahrhundert auch Heussenstain genannt. Vom Mittelalter bis 1819 gehörten Heusenstamm und Rembrücken der Biebermark an. Auf dem Gebiet des heutigen Heusenstamm befand sich im Mittelalter der wüst gewordene Ort Rennigishausen.

### Frühe Neuzeit
Nach dem Aussterben der Herren von Eppstein traten an deren Stelle als Lehnsherren die Grafen von Königstein, später ab 1581 der Kurfürst von Mainz. 1545 wurde Sebastian von Heusenstamm zum Erzbischof und Kurfürsten von Mainz gewählt. 1560 gestattete Eberhard von Heusenstamm die Einführung der protestantischen Konfession, 1607 wird wieder die katholische Konfession eingeführt.
Nach dem Aussterben der hier ansässigen Familie der Herren von Heusenstamm 1616 fiel das Schloss und die Herrschaft Heusenstamm an die österreichische Seitenlinie der Familie, die den Ort an die Frankfurter Patrizierfamilie Steffan von Cronstetten verpachtete. Während des Dreißigjährigen Krieges wurden das Dorf und das Schloss fast vollständig zerstört. 1661 wurde die Herrschaft Heusenstamm, zu der die Orte Obertshausen und Hausen gehörten, an den mainzischen Oberamtmann zu Steinheim, Philipp Erwein von Schönborn, verkauft.
Als 1764 Kaiser Franz I. anlässlich der Krönung seines Sohnes in Frankfurt im Schloss Heusenstamm wohnte (Goethe berichtet über das Ereignis in „Dichtung und Wahrheit“), wurde zu seinen Ehren ein prunkvoller Torbau errichtet, der noch heute steht.

### Neuzeit
1806 wurde das Schönbornische Amt Heusenstamm mit Obertshausen und Hausen durch das Fürstentum Isenburg mediatisiert. Als das Fürstentum seinerseits durch den Wiener Kongress mediatisiert wurde, kam das Amt Heusenstamm letztendlich 1816 zum Großherzogtum Hessen. Bei der Aufteilung der Biebermark 1819 erhielt Heusenstamm seinen Anteil Wald. Im Großherzogtum Hessen gehörte Heusenstamm ab 1821 zum Landratsbezirk Seligenstadt. Bereits zum 5. September 1832 wurde in einer weiteren Verwaltungsreform der Kreis Offenbach gebildet, dem der ehemalige Landratsbezirk Seligenstadt mit Heusenstamm zugeschlagen wurde. Gerichtlich gehörte Heusenstamm zunächst zum Landgericht Steinheim, das 1835 nach Seligenstadt verlegt und in Landgericht Seligenstadt umbezeichnet wurde. Anlässlich der umfassenden Neueinteilung der Gerichtsbezirke im rechtsrheinischen Teil des Großherzogtums 1853 wurde Heusenstamm dem Landgericht Offenbach zugeteilt. Das Landgericht wurde 1879 durch das Amtsgericht Offenbach ersetzt.
1896 wurde die Bahnstrecke Offenbach-Bieber–Dietzenbach, eine Zweigstrecke der Rodgaubahn von Offenbach nach Dieburg, eröffnet, an der Heusenstamm einen Bahnhof erhielt.
In der Nacht zum 26. August 1944 gegen 1 Uhr stürzt ein britischer Lancaster-Bomber, von einem deutschen Abwehrjäger getroffen, 200 Meter westlich des Schlosses am Ufer des nördlichen Schlossteiches ab. Zwei Mann der vierköpfigen Besatzung konnten sich mit dem Fallschirm retten. Seit 2009 erinnert ein Gedenkstein an der Absturzstelle an die Opfer.

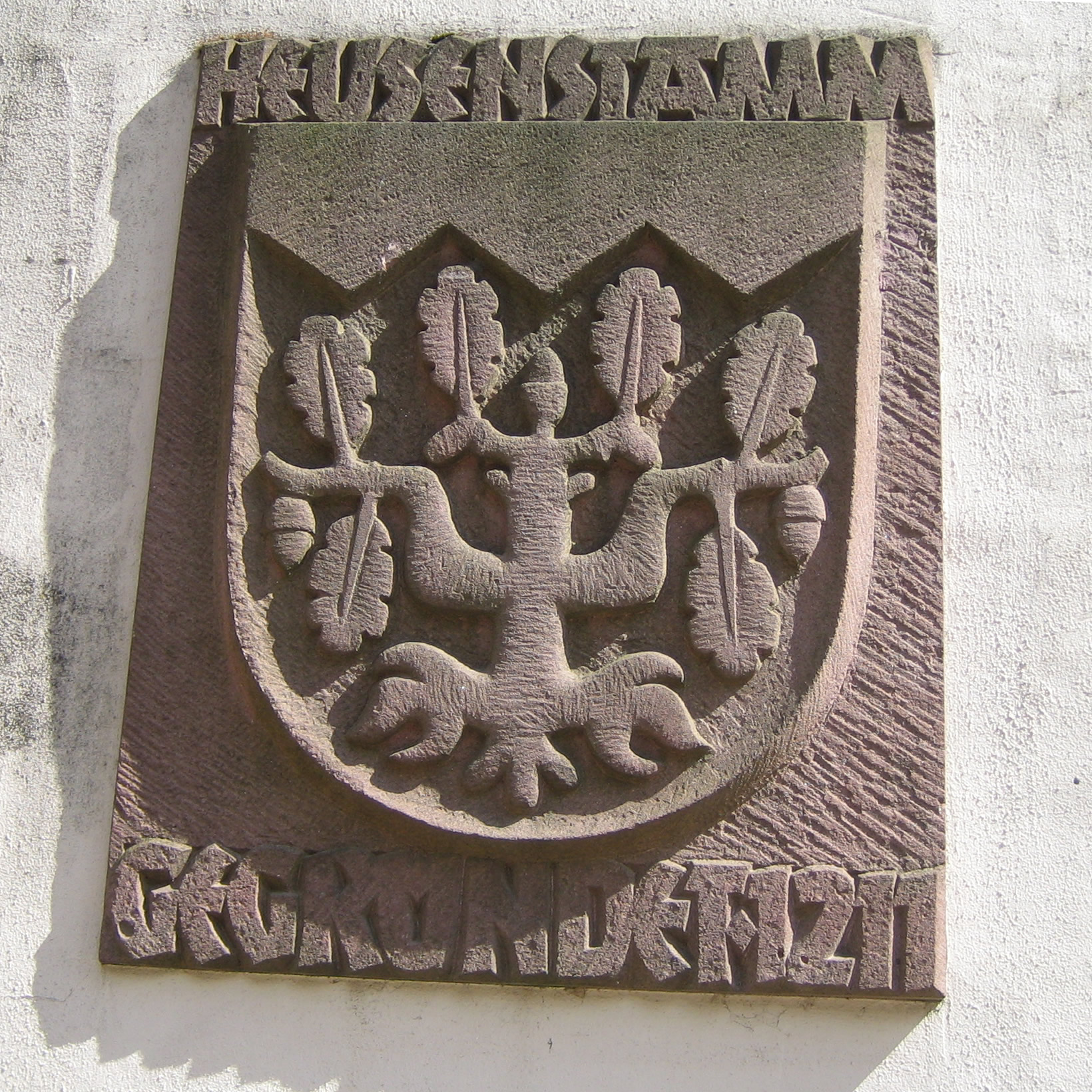
Wappen von Heusenstamm

Am 26. Mai 1959 erhielt Heusenstamm die Stadtrechte und entging damit den Eingemeindungsbestrebungen der Stadt Offenbach. 1978 kaufte die Stadt das zu Patershausen gehörende Hofgut, den Klosterwald und den Forst Patershausen sowie den Forst Heusenstamm von Rudolf Graf von Schönborn. Das Schloss erwarb die Stadt 1979 ebenfalls von den Grafen von Schönborn und baute es im darauffolgenden Jahr zum Rathaus aus.

### Waffen-Versteck der RAF
Ein umfangreiches Waffen-Versteck der Rote Armee Fraktion (RAF) befand sich im Wald bei Heusenstamm, unweit der Autobahn A 3. In dem von der RAF selbst als „Depot I“ bzw. „Zentraldepot“, von den Ermittlern anfangs als „Pharaonengrab“ bezeichneten Erdversteck, ungefähre Lage 50° 3′ 54,4″ N, 8° 45′ 55,1″ O, wurden Waffen, Geldscheine, Autokennzeichen und falsche Pässe gelagert. Das Versteck wurde am 26. Oktober 1982 nach Polizeiangaben von Pilzsammlern entdeckt, die daraufhin die Polizei verständigten. An der Pilzsammler-Behauptung der Polizei gibt es vor Ort jedoch erhebliche Zweifel. Nach der Enttarnung des Verstecks wurde die Stelle im Wald von der GSG 9 (Antiterror-Einheit der Polizei) heimlich beschattet, sodass zwei Wochen später am 11. November 1982 die Terroristen Brigitte Mohnhaupt und Adelheid Schulz festgenommen werden konnten, als sie das Depot aufsuchten.

### Ortsname
Das früheste Schriftzeugnis ist von 1211 und lautet Huselstam. Ausgangswort war wohl *Husilinstam. Es liegen der Personenname Husilo und ein sehr seltener Rodungsname -stam (‚Baumstamm, Wurzel‘) zugrunde. Der Ortsname bedeutet ‚Rodung des Husilo‘.

### Eingemeindungen
Im Zuge der Gebietsreform in Hessen wurde am 1. Januar 1977 der 1952 zum Hessischen Musterdorf gekürte Ort Rembrücken eingemeindet. Ortsbezirke wurden nach dieser Eingliederung nicht gebildet.

### Einwohnerentwicklung
Im ausgehenden 16. Jahrhundert hatte Heusenstamm ca. 250 Einwohner. Durch den Dreißigjährigen Krieg und die Pest wurde der Ort weitgehend entvölkert. Seitdem steigt die Einwohnerzahl fast kontinuierlich und erst in jüngster Zeit ist wieder ein leichter Rückgang zu beobachten.
| Heusenstamm: Einwohnerzahlen von 1829 bis 2020 | Heusenstamm: Einwohnerzahlen von 1829 bis 2020 | Heusenstamm: Einwohnerzahlen von 1829 bis 2020 | Heusenstamm: Einwohnerzahlen von 1829 bis 2020 | Heusenstamm: Einwohnerzahlen von 1829 bis 2020 |
| --- | ---------------------------------------------- | ---------------------------------------------- | ---------------------------------------------- | ---------------------------------------------- |
| Jahr |                                                |                                                |                                                | Einwohner                                      |
| 1829 | 1829                                           |                                                | 818                                            | 818                                            |
| 1834 | 1834                                           |                                                | 909                                            | 909                                            |
| 1840 | 1840                                           |                                                | 979                                            | 979                                            |
| 1846 | 1846                                           |                                                | 1.017                                          | 1.017                                          |
| 1852 | 1852                                           |                                                | 1.010                                          | 1.010                                          |
| 1858 | 1858                                           |                                                | 1.027                                          | 1.027                                          |
| 1864 | 1864                                           |                                                | 1.146                                          | 1.146                                          |
| 1871 | 1871                                           |                                                | 1.290                                          | 1.290                                          |
| 1875 | 1875                                           |                                                | 1.404                                          | 1.404                                          |
| 1885 | 1885                                           |                                                | 1.618                                          | 1.618                                          |
| 1895 | 1895                                           |                                                | 1.948                                          | 1.948                                          |
| 1905 | 1905                                           |                                                | 2.470                                          | 2.470                                          |
| 1910 | 1910                                           |                                                | 2.761                                          | 2.761                                          |
| 1925 | 1925                                           |                                                | 3.045                                          | 3.045                                          |
| 1939 | 1939                                           |                                                | 3.448                                          | 3.448                                          |
| 1946 | 1946                                           |                                                | 4.228                                          | 4.228                                          |
| 1950 | 1950                                           |                                                | 4.661                                          | 4.661                                          |
| 1956 | 1956                                           |                                                | 5.065                                          | 5.065                                          |
| 1961 | 1961                                           |                                                | 6.531                                          | 6.531                                          |
| 1967 | 1967                                           |                                                | 9.985                                          | 9.985                                          |
| 1970 | 1970                                           |                                                | 12.932                                         | 12.932                                         |
| 1972 | 1972                                           |                                                | 14.451                                         | 14.451                                         |
| 1976 | 1976                                           |                                                | 16.397                                         | 16.397                                         |
| 1984 | 1984                                           |                                                | 17.446                                         | 17.446                                         |
| 1992 | 1992                                           |                                                | 18.589                                         | 18.589                                         |
| 2000 | 2000                                           |                                                | 18.900                                         | 18.900                                         |
| 2010 | 2010                                           |                                                | 18.153                                         | 18.153                                         |
| 2015 | 2015                                           |                                                | 19.200                                         | 19.200                                         |
| 2020 | 2020                                           |                                                | 18.960                                         | 18.960                                         |
| Datenquelle: Historisches Gemeindeverzeichnis für Hessen: Die Bevölkerung der Gemeinden 1834 bis 1967. Wiesbaden: Hessisches Statistisches Landesamt, 1968. Weitere Quellen: ; 1970:; 1972:; 1976:; 1984:; 1992:; 2000:; 2010: |                                                |                                                |                                                |                                                |

 Quelle: Historisches Ortslexikon
- 1961: 2072 evangelische (= 31,73 %) und 4144 katholische (= 63,45 %) Einwohner

## Politik

### Stadtverordnetenversammlung
Die Kommunalwahl am 14. März 2021 lieferte folgendes Ergebnis, in Vergleich gesetzt zu früheren Kommunalwahlen:
| | Parteien und Wählergemeinschaften | Parteien und Wählergemeinschaften           | 2021  | 2021 | 2016  | 2016 | 2011  | 2011 | 2006  | 2006 | 2001  | 2001 |
| % | Parteien und Wählergemeinschaften | Parteien und Wählergemeinschaften           | Sitze | %    | Sitze | %    | Sitze | %    | Sitze | %    | Sitze |      |
| --- | --------------------------------- | ------------------------------------------- | ----- | ---- | ----- | ---- | ----- | ---- | ----- | ---- | ----- | ---- |
| Sitzverteilung in der Stadtverordnetenversammlung 2021Insgesamt 37 Sitze - SPD: 9 - Grüne: 5 - Volt: 2 - FWH: 2 - FDP: 2 - CDU: 15 - AfD: 2 | CDU                               | Christlich Demokratische Union Deutschlands | 40,7  | 15   | 35,2  | 13   | 45,6  | 17   | 50,1  | 19   | 47,3  | 17   |
| Sitzverteilung in der Stadtverordnetenversammlung 2021Insgesamt 37 Sitze - SPD: 9 - Grüne: 5 - Volt: 2 - FWH: 2 - FDP: 2 - CDU: 15 - AfD: 2 | SPD                               | Sozialdemokratische Partei Deutschlands     | 25,4  | 9    | 33,5  | 12   | 20,6  | 7    | 20,6  | 7    | 23,2  | 9    |
| Sitzverteilung in der Stadtverordnetenversammlung 2021Insgesamt 37 Sitze - SPD: 9 - Grüne: 5 - Volt: 2 - FWH: 2 - FDP: 2 - CDU: 15 - AfD: 2 | Grüne                             | Bündnis 90/Die Grünen                       | 14,4  | 5    | 7,7   | 3    | 18,3  | 7    | 11,9  | 4    | 10,6  | 4    |
| Sitzverteilung in der Stadtverordnetenversammlung 2021Insgesamt 37 Sitze - SPD: 9 - Grüne: 5 - Volt: 2 - FWH: 2 - FDP: 2 - CDU: 15 - AfD: 2 | FWH                               | Freie Wähler Heusenstamm                    | 4,6   | 2    | 9,9   | 4    | 11,0  | 4    | 10,2  | 4    | –     | –    |
| Sitzverteilung in der Stadtverordnetenversammlung 2021Insgesamt 37 Sitze - SPD: 9 - Grüne: 5 - Volt: 2 - FWH: 2 - FDP: 2 - CDU: 15 - AfD: 2 | FDP                               | Freie Demokratische Partei                  | 5,4   | 2    | 6,6   | 2    | 4,6   | 2    | 7,2   | 3    | 5,9   | 2    |
| Sitzverteilung in der Stadtverordnetenversammlung 2021Insgesamt 37 Sitze - SPD: 9 - Grüne: 5 - Volt: 2 - FWH: 2 - FDP: 2 - CDU: 15 - AfD: 2 | AfD                               | Alternative für Deutschland                 | 5,6   | 2    | 7,2   | 3    | –     | –    | –     | –    | –     | –    |
| Sitzverteilung in der Stadtverordnetenversammlung 2021Insgesamt 37 Sitze - SPD: 9 - Grüne: 5 - Volt: 2 - FWH: 2 - FDP: 2 - CDU: 15 - AfD: 2 | Volt                              | Volt Deutschland                            | 3,9   | 2    | –     | –    | –     | –    | –     | –    | –     | –    |
| Sitzverteilung in der Stadtverordnetenversammlung 2021Insgesamt 37 Sitze - SPD: 9 - Grüne: 5 - Volt: 2 - FWH: 2 - FDP: 2 - CDU: 15 - AfD: 2 | Bürgerblock                       | Bürgerblock                                 | –     | –    | –     | –    | –     | –    | –     | –    | 12,9  | 5    |
| Sitzverteilung in der Stadtverordnetenversammlung 2021Insgesamt 37 Sitze - SPD: 9 - Grüne: 5 - Volt: 2 - FWH: 2 - FDP: 2 - CDU: 15 - AfD: 2 | Gesamt                            | Gesamt                                      | 100,0 | 37   | 100,0 | 37   | 100,0 | 37   | 100,0 | 37   | 100,0 | 37   |
| | Wahlbeteiligung in %              | Wahlbeteiligung in %                        | 58,5  | 58,5 | 51,3  | 51,3 | 48,3  | 48,3 | 46,0  | 46,0 | 51,3  | 51,3 |

### Bürgermeister
Nach der hessischen Kommunalverfassung wird der Bürgermeister für eine sechsjährige Amtszeit gewählt, seit dem Jahr 1993 in einer Direktwahl, und ist Vorsitzender des Magistrats, dem in der Stadt Heusenstamm neben dem Bürgermeister hauptamtlich ein Erster Stadtrat und ehrenamtlich sieben weitere Stadträte angehören. Bürgermeister ist seit dem 1. Januar 2022 Steffen Ball (CDU). Er setzte sich gegen Amtsinhaber Halil Öztaş (SPD), der sich um eine zweite Amtszeit beworben hatte, am 4. Juli 2021 im ersten Wahlgang bei 52,90 Prozent Wahlbeteiligung mit 59,53 Prozent der Stimmen durch.
Amtszeiten der Bürgermeister
- 2022–2027 Steffen Ball (CDU)[23]
- 2016–2021 Halil Öztaş (SPD)
- 2004–2015 Peter Jakoby (CDU)
- 1987–2003 Josef Eckstein (CDU)
- 1977–1987 Adolf Kessler (CDU) (vorher Bürgermeister von Rembrücken)
- 1956–1977 Hans Hemberger
- 1948–1956 Franz-Josef Amerschläger (CDU)
- 1946–1948 Karl-L. Fauerbach (SPD) (nach der Kommunalwahl 1946 gewählt)
- 1945–1946 Martin Heberer (von der US-Militäradministration eingesetzt)

Die Bürgermeister zur Zeit von Großherzogtum und Volksstaat Hessen seien nachfolgend genannt:
- Wilhelm (1839 – ?)
- Merkel (1853 – ?)
- Heinrich Augenthaler (1876–1885)
- Franz Winter (1885–1899)
- Adam Kraus (1899–1902)
- Joseph Kämmerer (1904–1933 – zuletzt SPD)
- Heinrich Fickel (1933–1934 – NSDAP)
- Gustav Korn (1934–1936 – NSDAP)
- Hans Kuntsche (1936–1937 – NSDAP)
- Fritz Bosche (1937–1938 – NSDAP)
- Franz Wessiepe (1939–1945 – NSDAP)

### Wappen und Flaggen
|  |  |
|  |  |

| | Blasonierung: „Unter rotem Schildhaupt von drei gestürzten Spitzen in Silber ein grün bewurzelter Eichbaum mit sechs Blättern und drei goldenen Eicheln.“ |
| Wappenbegründung: Das Wappen vereinigt die drei Spitzen aus dem Wappen der Herren von Schönborn, die den Ort 1665 ankauften und dort ein Schloss errichteten, mit dem Symbol des Reichsforstes der Dreieich, zu dem der Ort gehörte. Die Flaggen wurden der Gemeinde am 6. Mai 1959 durch den Hessischen Innenminister genehmigt und werden wie folgt beschrieben: „Auf der weißen Mittelbahn des grün-weiß-grünen Flaggentuches das Gemeindewappen.“ | |

### Städtepartnerschaften
Heusenstamm pflegt Städtepartnerschaften mit vier europäischen Städten.
|  | Stadt                | Land                   | seit |
|  | -------------------- | ---------------------- | ---- |
|  | Saint-Savin (Vienne) | Frankreich             | 1969 |
|  | Tonbridge            | Vereinigtes Königreich | 1984 |
|  | Malle                | Belgien                | 1991 |
|  | Ladispoli            | Italien                | 2001 |

Die erste „Verschwisterung“ entstand 1969 mit Saint-Savin in Frankreich. Im Jahr 1984 folgte die zweite mit Tonbridge in Großbritannien und 1991 dann die dritte mit Malle in Belgien. Seit 2001 ist Heusenstamm auch mit Ladispoli in Italien partnerschaftlich verbunden.

## Kultur und Sehenswürdigkeiten

### Museen
Das „Heimatmuseum“ legt seine Schwerpunkte auf die historische Stadtgeschichte und die Gemeindeentwicklung. Es war
bis 2008 im Torbau und einem Nebengebäude, dem so genannten „Winterhaus“, untergebracht und residiert seit 2009 im „Haus der Stadtgeschichte“. Das Museum ist Bestandteil der Stadtführungen, die durch die Altstadt mit seiner Barockkirche und rund ums Schloss angeboten werden.
Im ehemaligen Fernmeldezeugamt wurde der Sammlungsstandort Heusenstamm des Museums für Kommunikation Frankfurt eingerichtet.

### Sehenswürdigkeiten
- Heusenstammer Schloss (auch Schloss Schönborn)
- Schlossmühle
- Hinteres Schlösschen und Bannturm
- Torbau
- Patershäuser Weg/Hofgut Patershausen
- Kapelle zum heiligen Kreuz
- Steinkreuz am Patershäuser Weg
- Das alte Rathaus
- Altstadt
- Naturdenkmal „Düne am Galgen“ (an diesem erfolgte 1764 die letzte Hinrichtung)
- Alter jüdischer Wald-Friedhof

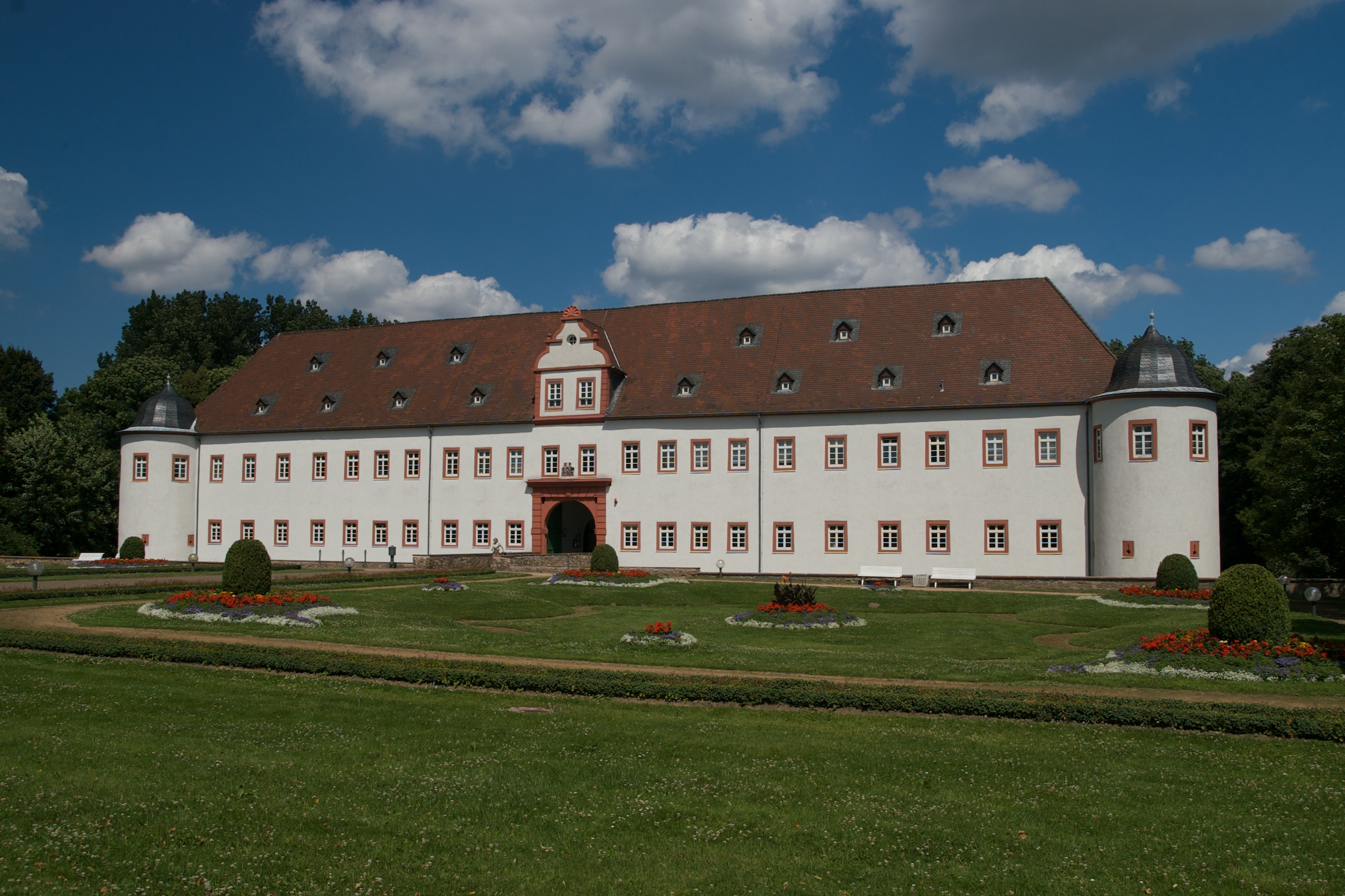
Schloss Schönborn
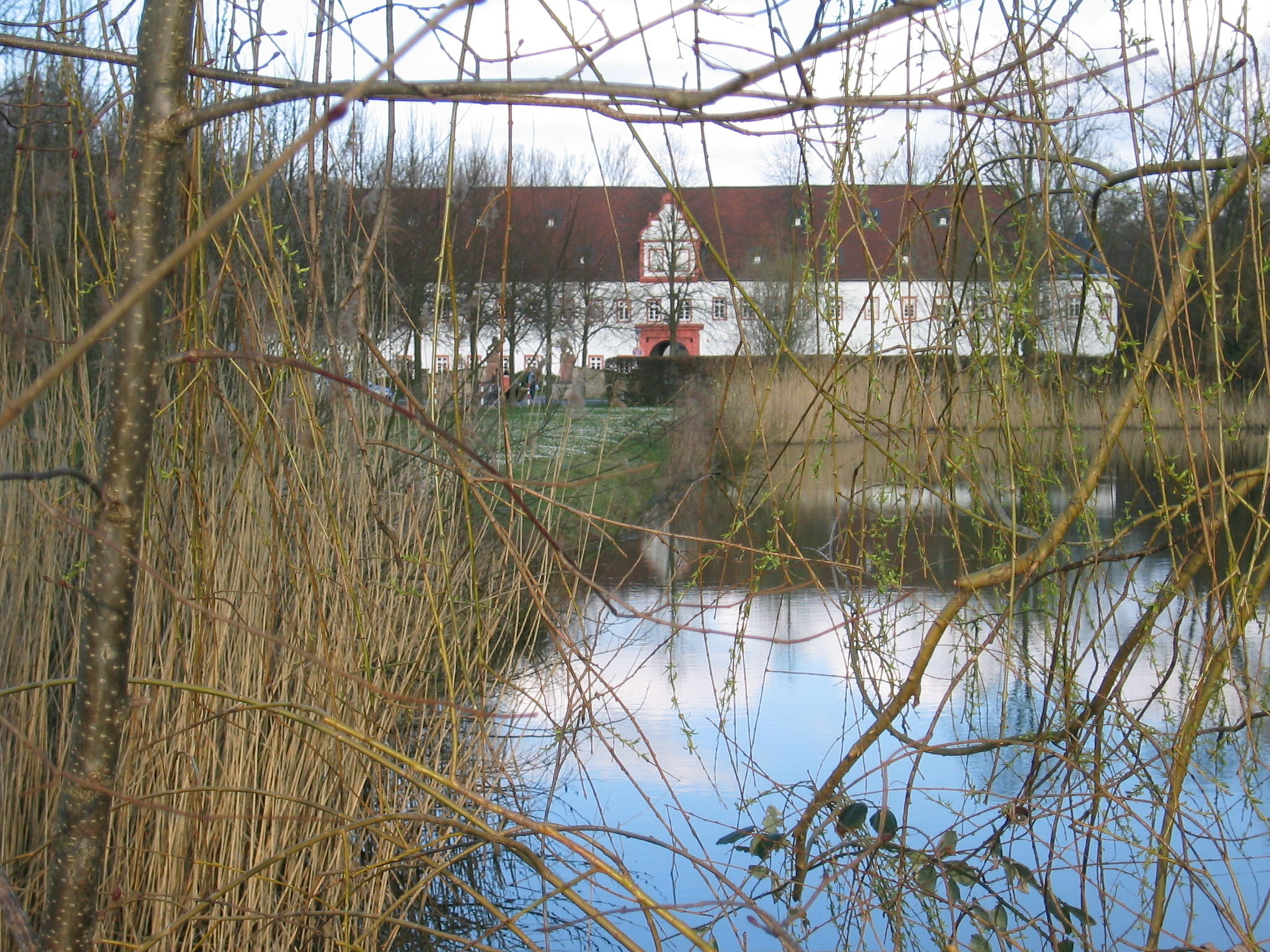
Impressionen rund …
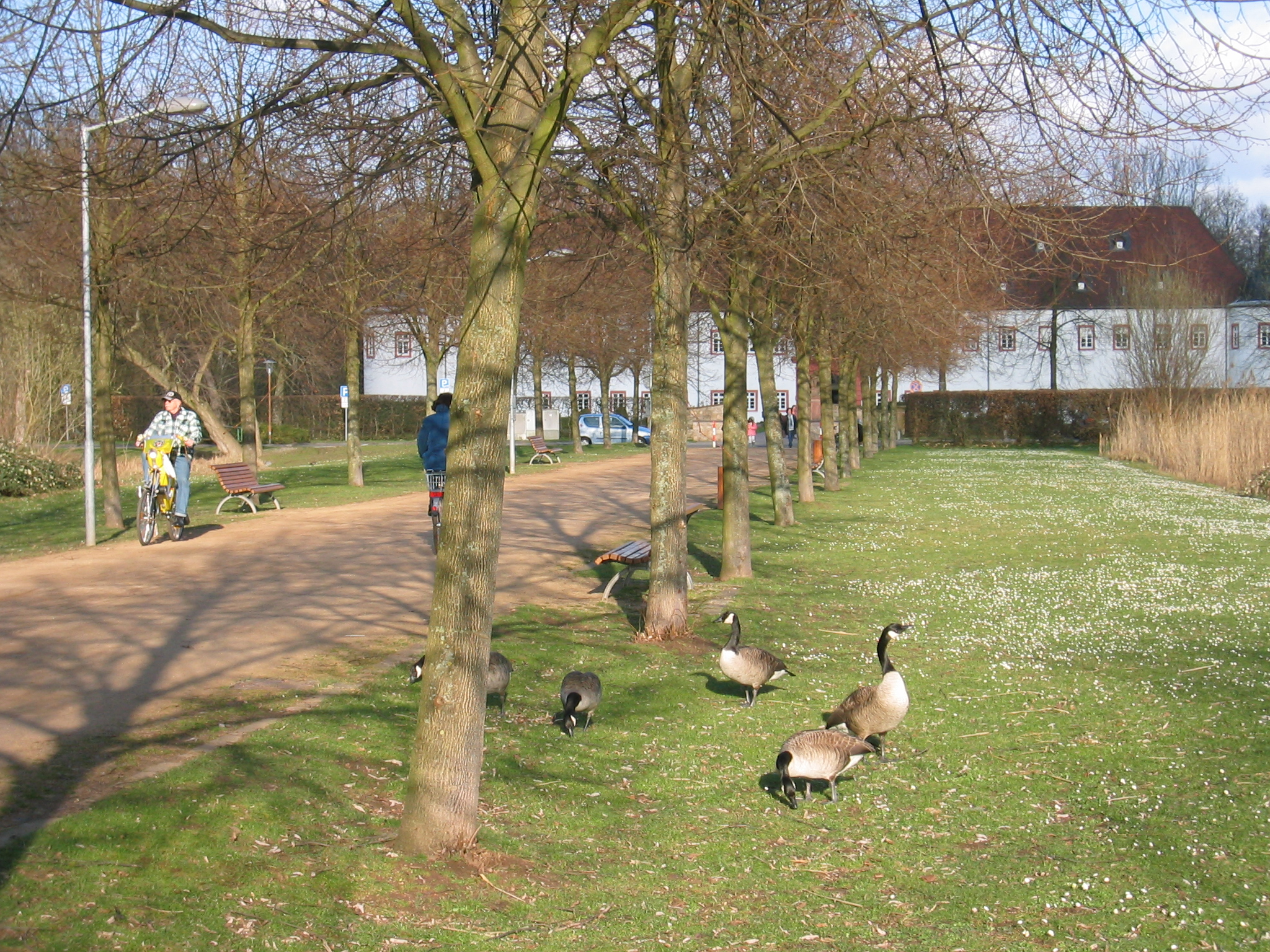
… ums Schloss
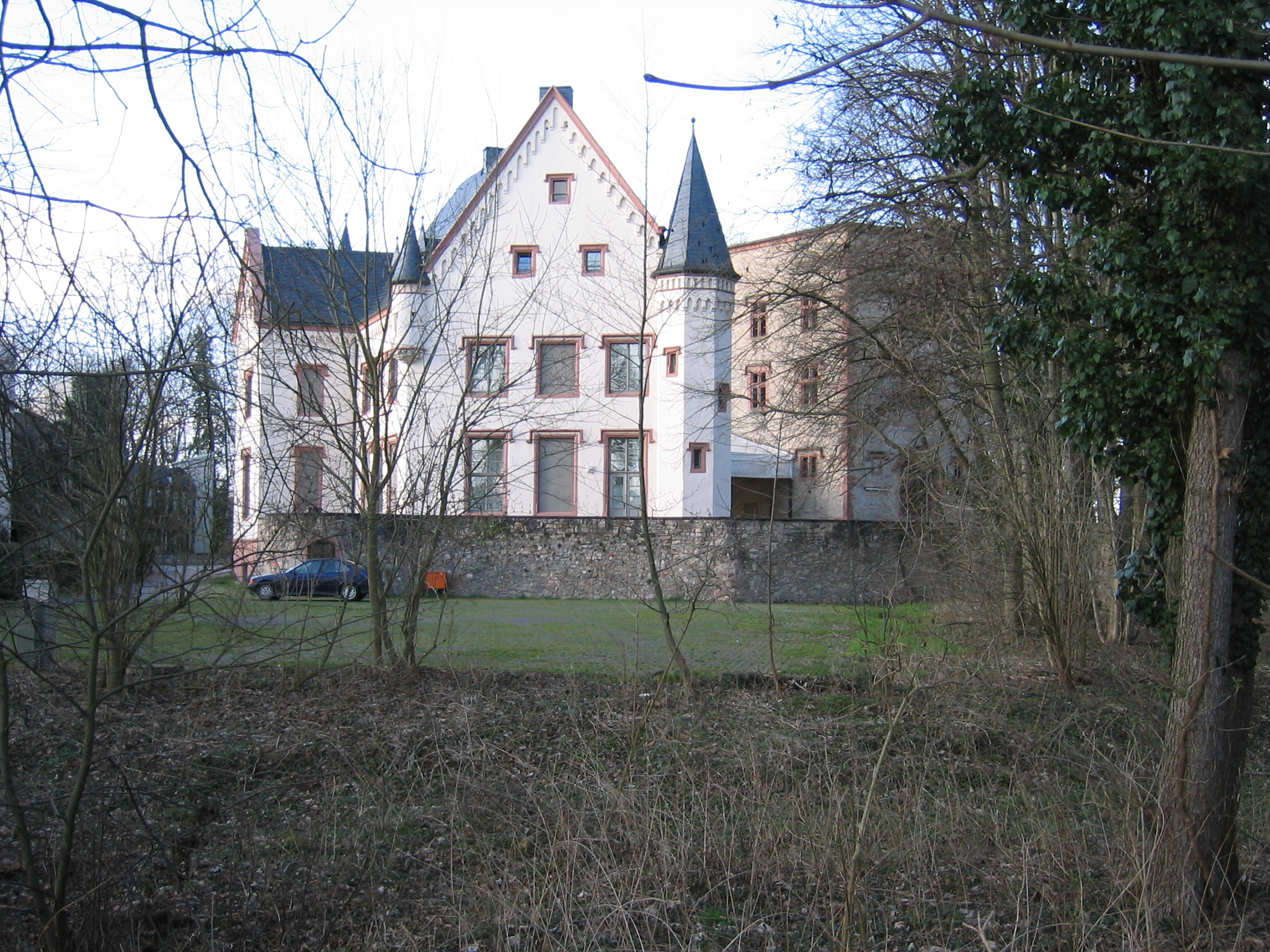
Hinteres Schlösschen und Bannturm
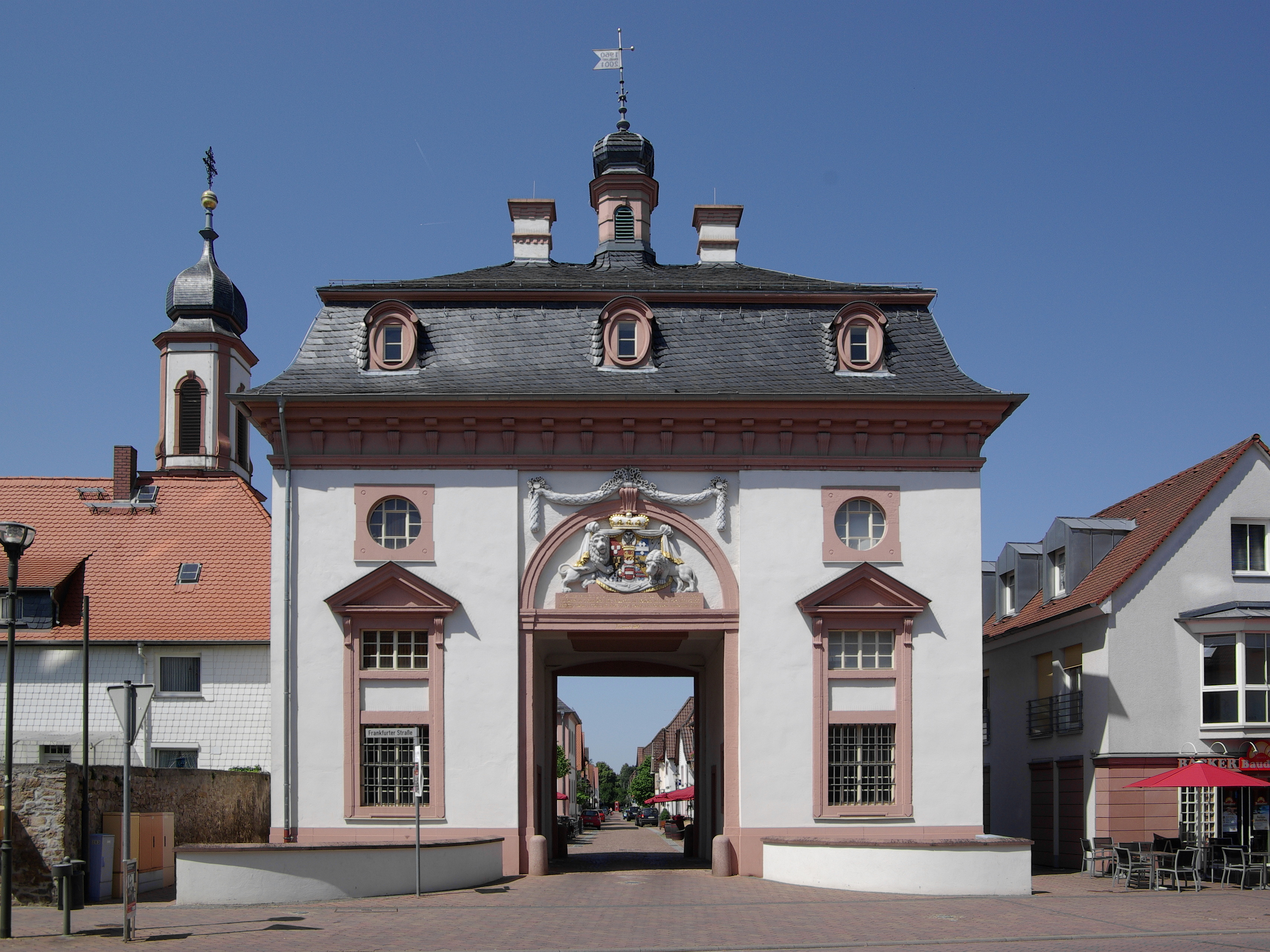
Torbau
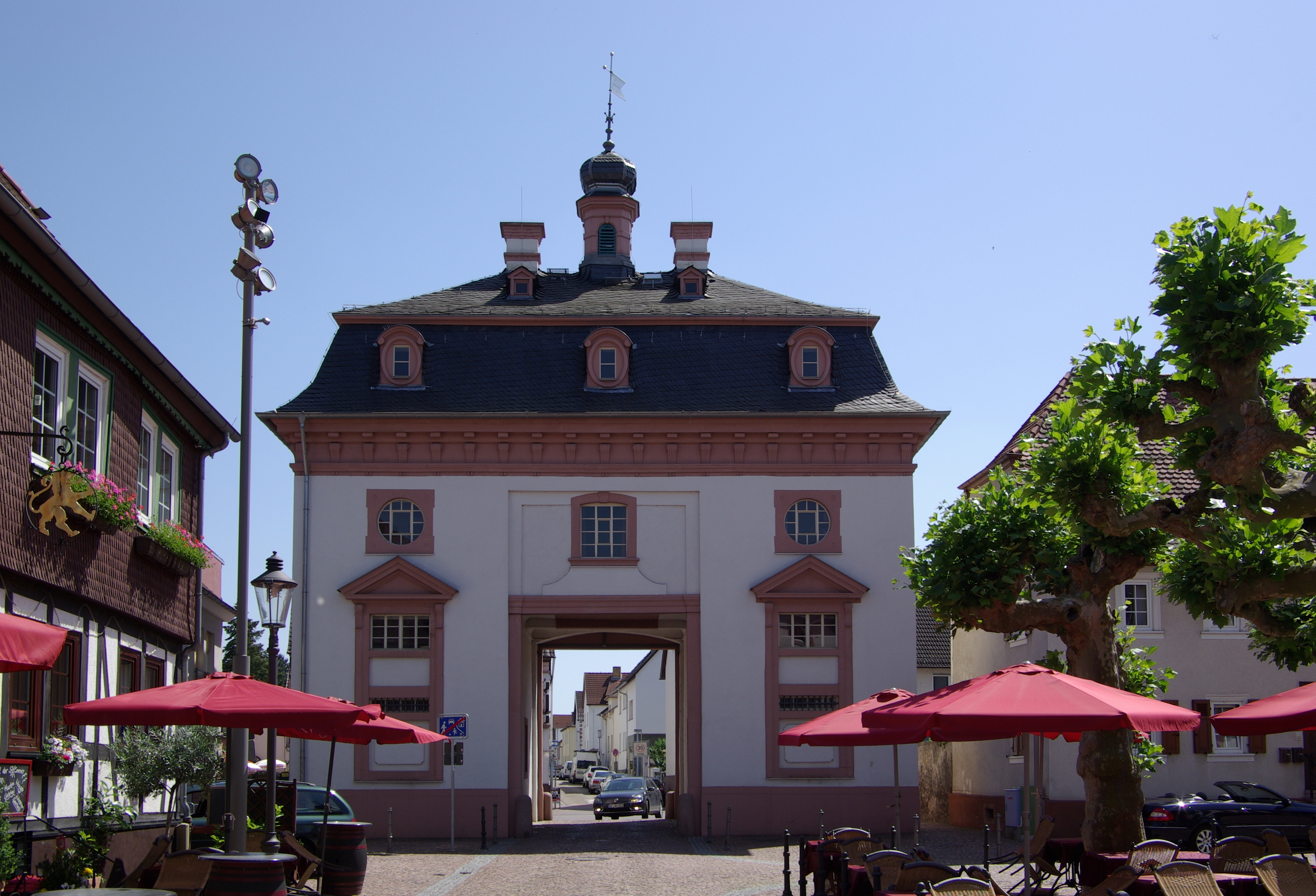
Torbau
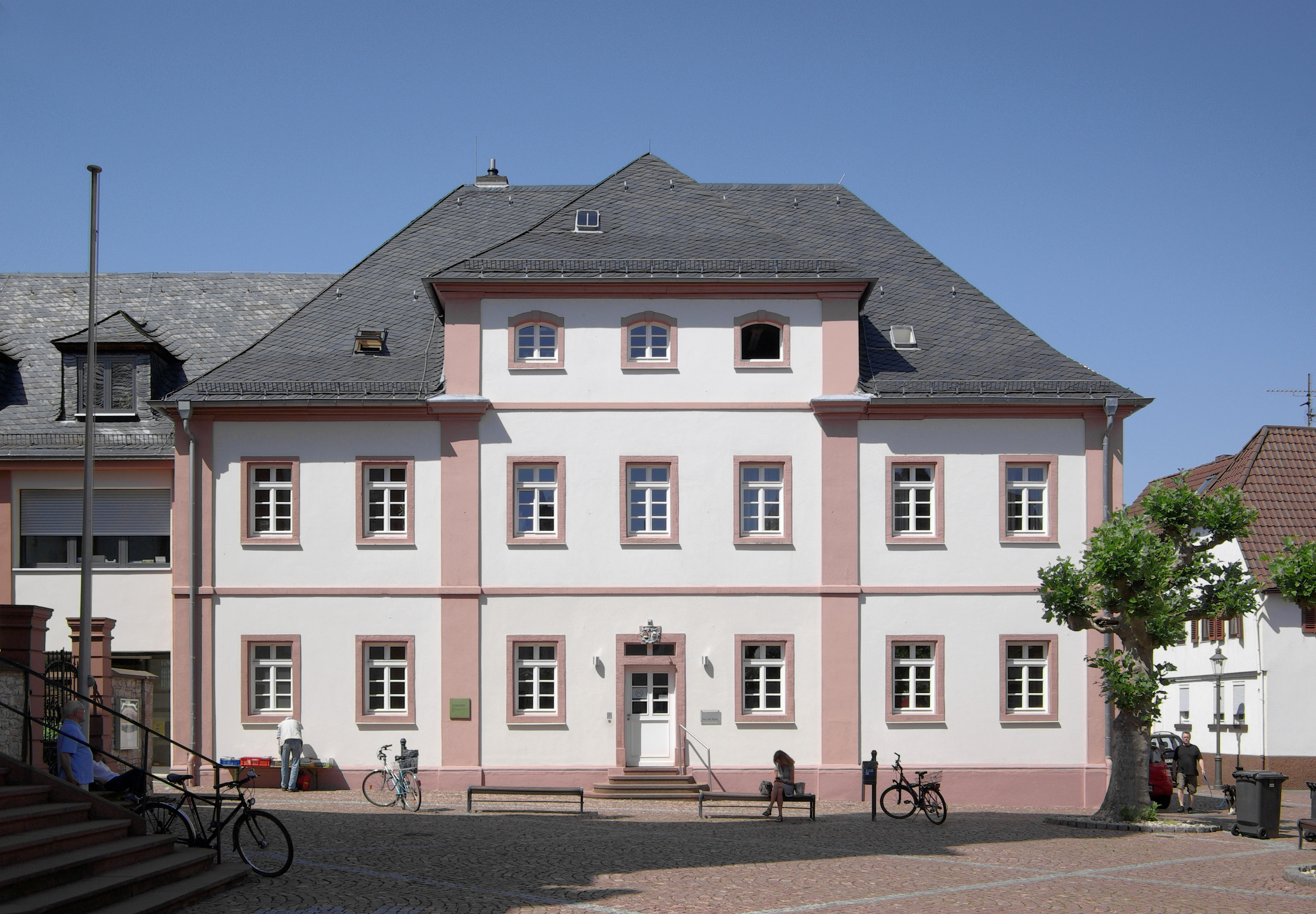
Altes Rathaus
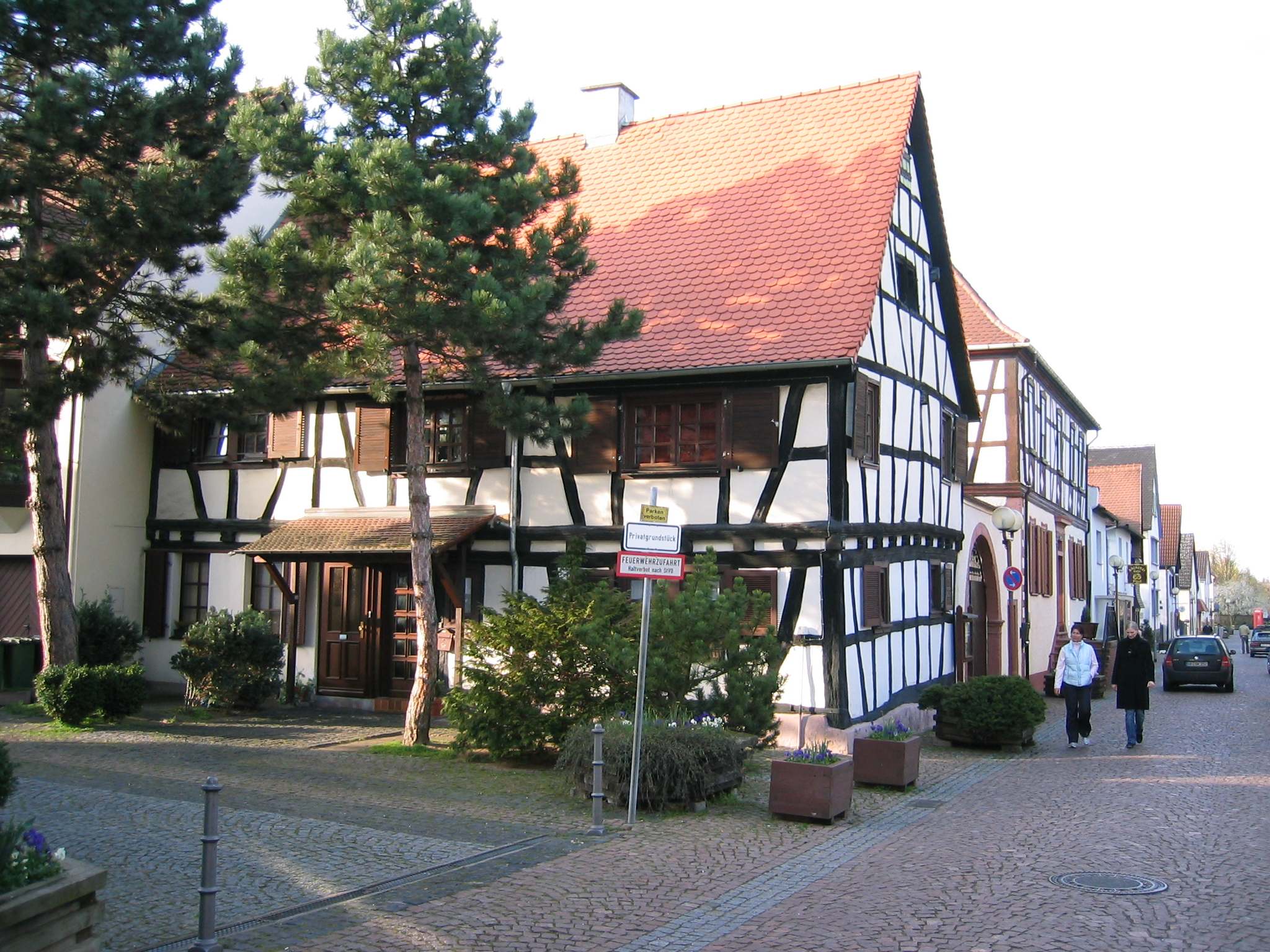
Schlossstraße …
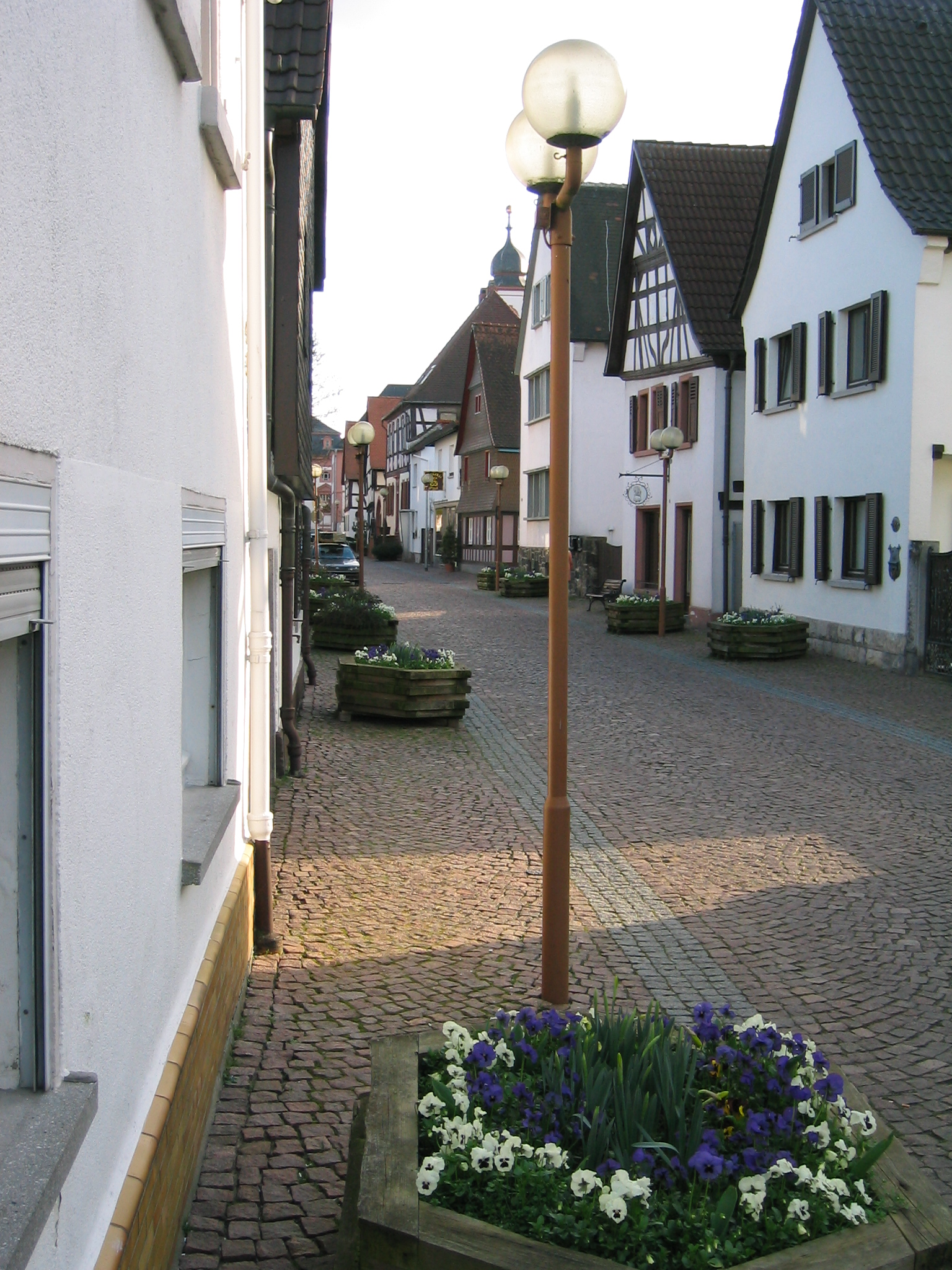
… genannt „Unnergass’“

### Naturschutzgebiete
Heusenstamm wird auch als die „Stadt im Grünen“ bezeichnet. Das rührt einerseits von der überdurchschnittlichen Fläche Wald auf seiner Gemarkung her, anderseits auch von den beiden großen Naturschutzgebieten Nachtweide von Patershausen und See am Goldberg. Beide sind auf Grund ihrer Bestände an seltenen Tier- und Pflanzenarten gern besuchtes Ausflugsziel von Bürgern, Schulklassen und Interessierten. Von einigen erhabenen Aussichtspunkten lassen sich vor allem seltene Vogelarten beobachten.

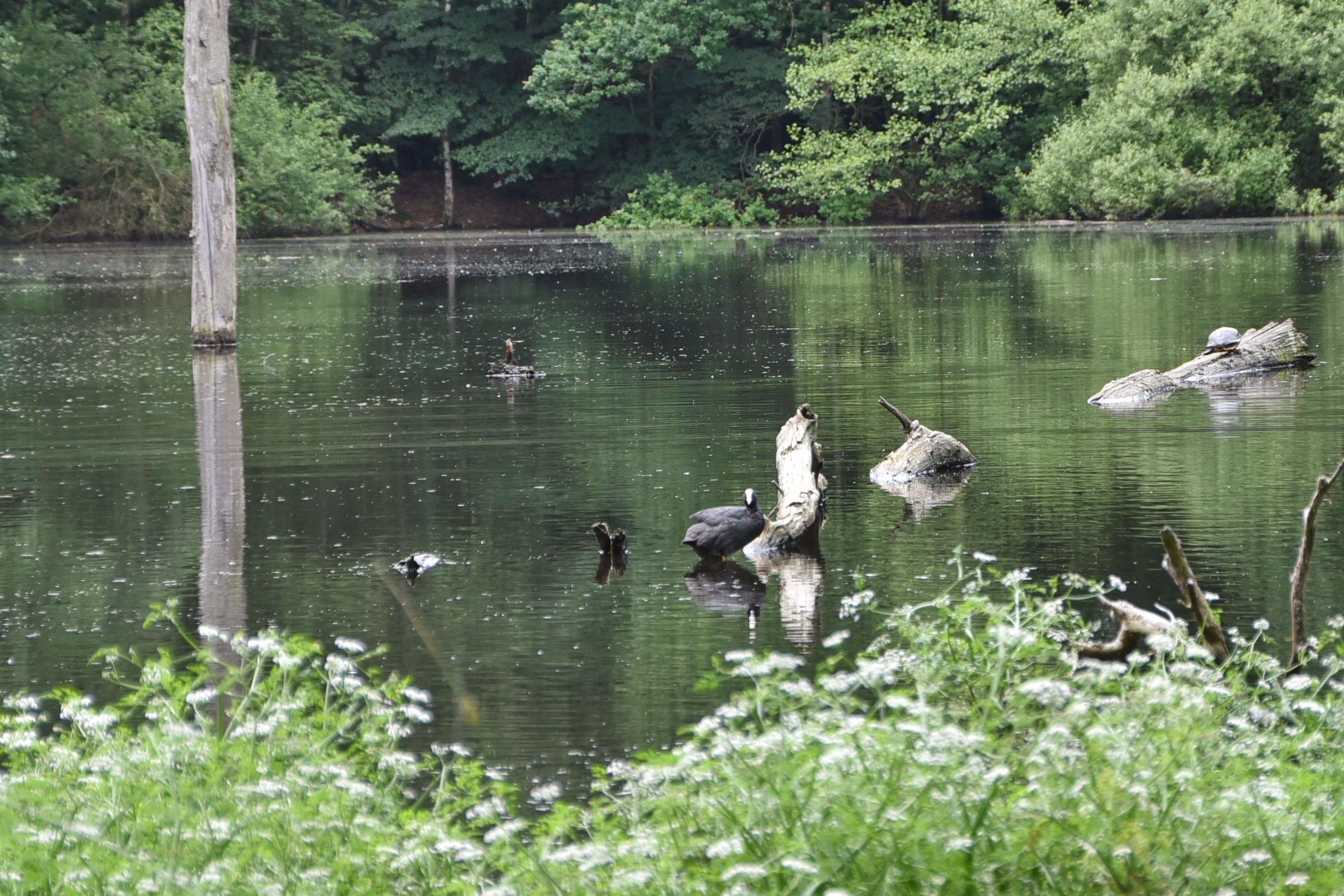
NSG Nachtweide

Das Naturschutzgebiet Nachtweide von Patershausen (NSG-Kennung 1438012) umfasst ein rund 17,78 Hektar großes Gebiet Süden von Heusenstamm.
Die Nachtweide von Patershausen grenzt direkt an das Hofgut Patershausen und steht seit dem 29. Juli 1987 unter Naturschutz. Zur Entstehung des Namens, siehe: Nachtweide. Heute ist die „Nachtweide“ integraler Bestandteil des Naherholungsgebietes um Heusenstamm und ein beliebtes Ausflugsziel.
Ursprünglicher Zweck der Unterschutzstellung ist es, sowohl die zoologische als auch die botanische Bedeutung der Weiden, Brachen, Hecken, Obstbäume, Waldflächen und ehemaligen Karpfenteiche zu erhalten und nachhaltig zu verbessern. Zu den Besonderheiten der Fauna gehört eine größere Population des vom Aussterben bedrohten Laubfrosches, zu denen der Flora der in dieser Region einzigartige Magerrasen.

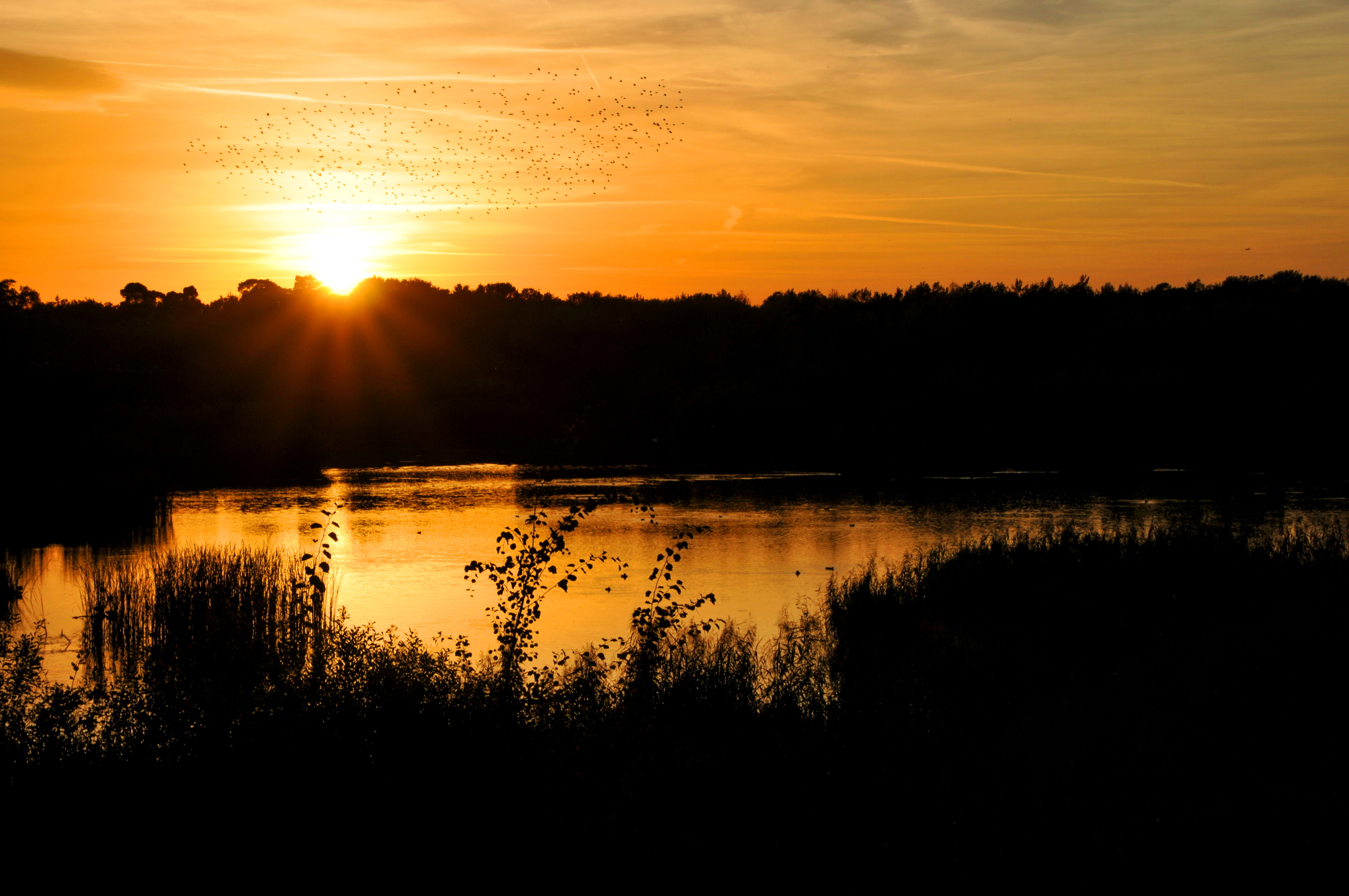
NSG See am Goldberg

Das Naturschutzgebiet See am Goldberg (NSG-Kennung 1438004) liegt am nordöstlichen Stadtrand der Stadt. Es hat eine Größe von 12,24 ha und reicht abschnittsweise bis an die Gemarkungsgrenze zur Nachbarstadt Obertshausen. Das Gebiet ist ein wichtiger Lebensraum für seltene Vogelarten (vor allem Wasservogelarten) in Hessen. Von durchreisenden Zugvögeln wird es als Ruhezone und zur Nahrungsaufnahme genutzt.
Das Naturschutzgebiet gehörte früher zum Schönborn'schen Anwesen und hieß „Schönbornsche Kiesgrube“. Das Gelände diente bis Mitte der 1950er Jahre für kommerziellen Kies- und Sandabbau und wurde danach als Naherholungsgebiet genutzt. In den dünenartigen Bereichen im angrenzenden Wald und am Strand der Seenlandschaft wurden bis in die 1970er Jahre sogar überregionale Motocrossrennen ausgetragen und das ein oder andere Open-Air-Konzert veranstaltet. Dank des Einsatzes regionaler Naturschutzorganisationen wurde das Gelände am 14. September 1977 durch eine Verordnung der Naturschutzbehörden als zweites Naturschutzgebiet im Kreis Offenbach ausgewiesen. Das „Sekundärbiotop“ war das Erste seiner Art in Hessen und wichtiges Vorbild für weitere stillgelegte Kiesgruben, die zu Naturschutzgebieten umgewandelt wurden.

### Kirchen

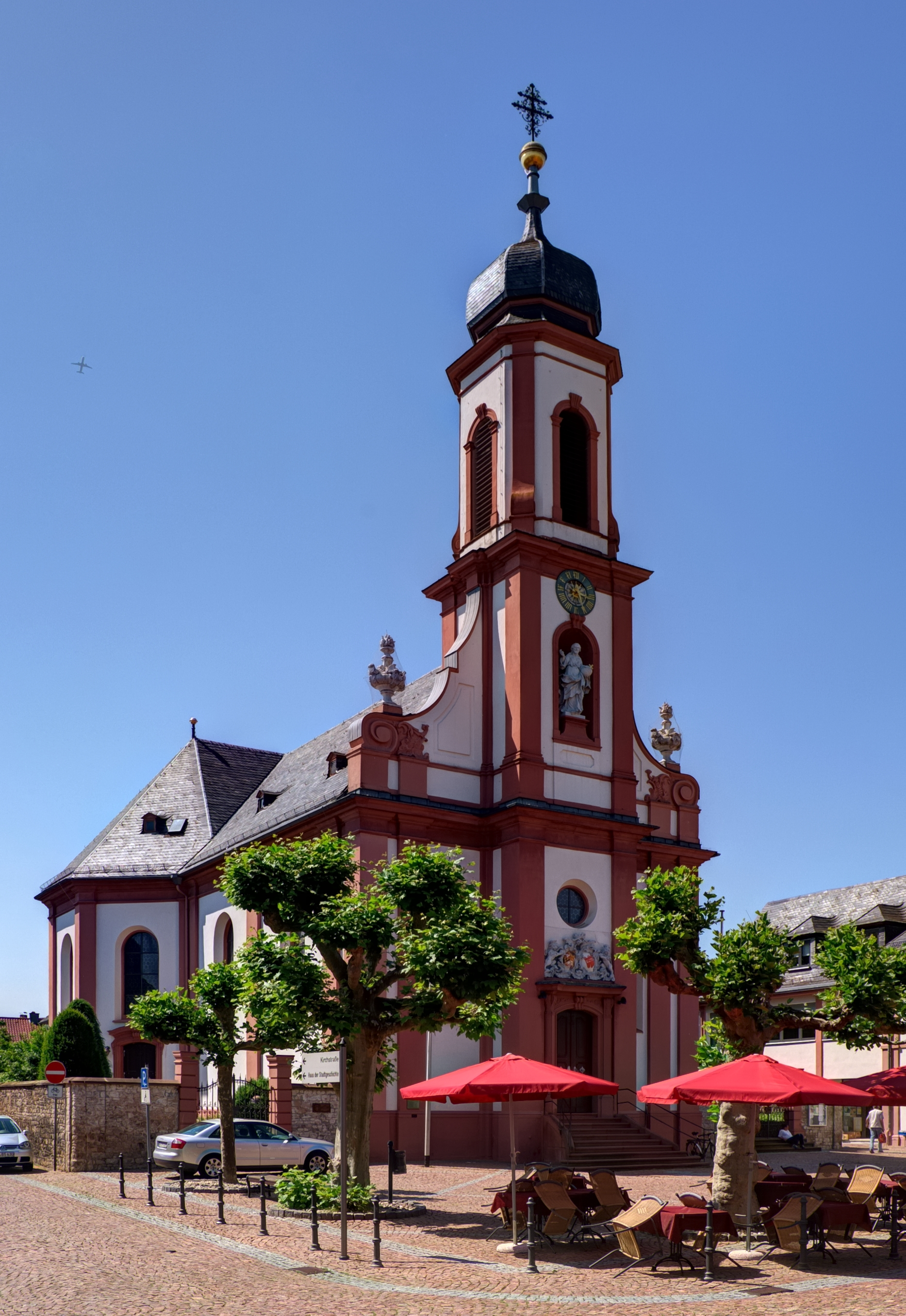
St. Cäcilia
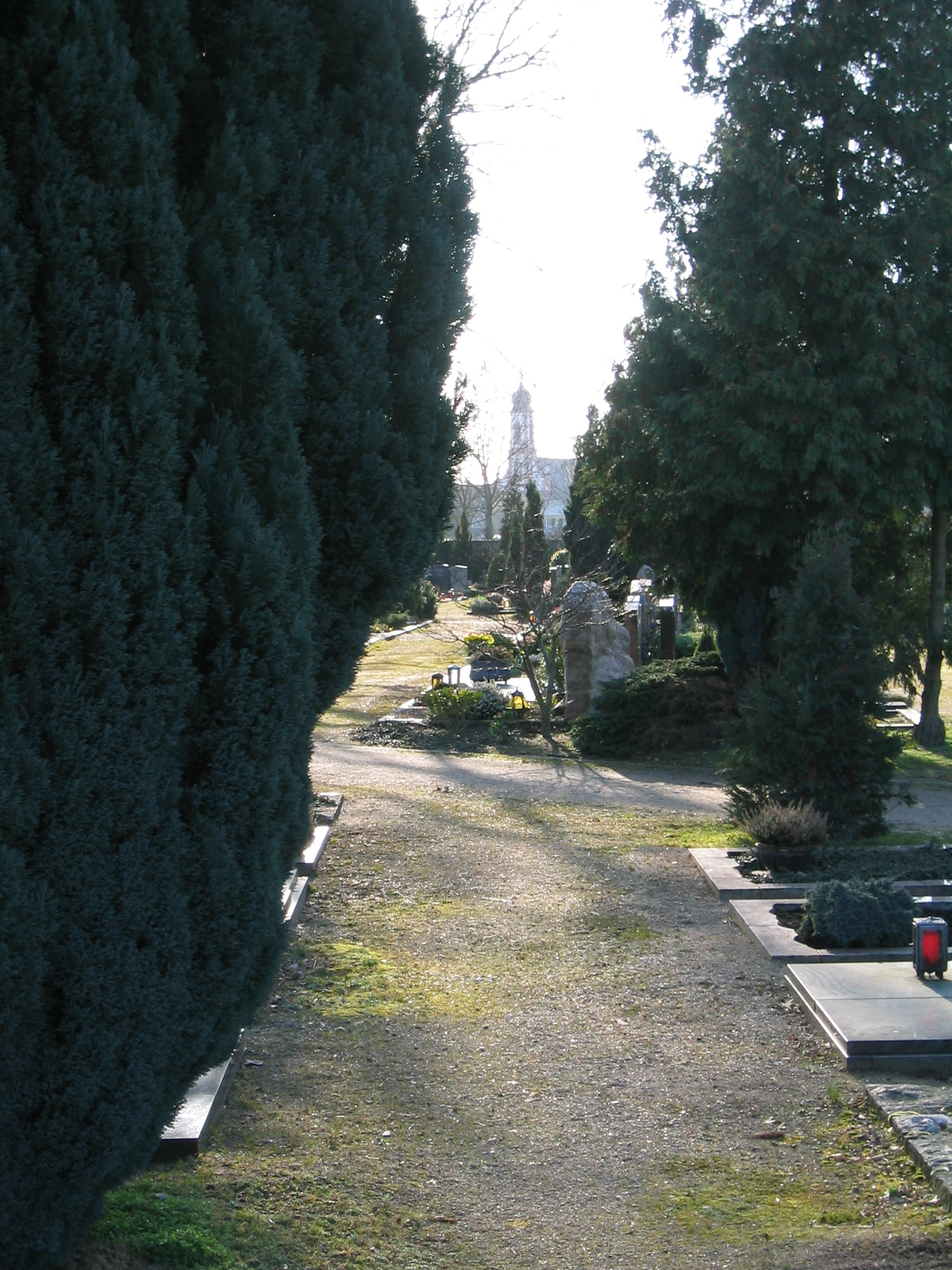
… vom Friedhof
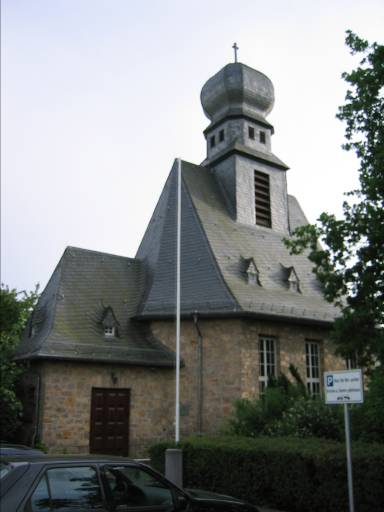
Gustav Adolf

Zu den Sehenswürdigkeiten zählen auch die vier Heusenstammer Kirchen. Die katholische Pfarrkirche „St. Cäcilia“ wurde 1739 von Johann Balthasar Neumann im Auftrag der Gräfin Maria Theresia von Schönborn erbaut und erhielt 1741 von Christoph Thomas Scheffler die berühmten Deckenfresken. Der Bildhauer Johann Wolfgang von der Auwera schuf 1744 den Hochaltar. Der Kurmainzer Hofschreiner Franz Anton Herrmann fertigte 1748–1751 Kanzel, Chorgestühl, Kommunionbank sowie Sakristei- und Tabernakeltür.
Die ebenfalls katholische Pfarrkirche „Maria Himmelskron“ wurde 1956 erbaut. Eine architektonische Besonderheit ist die evangelische „Gustav-Adolf-Kirche“. Sie wurde mit ihrem markanten Zwiebelturm und dem steilen Dach im Jahr 1923 mit schwedischer und amerikanischer Unterstützung fertiggestellt. Inflationsbedingt betrugen die Baukosten 73 Billionen 4 Milliarden 221 Millionen 367 Tausend 662 Mark und 17 Pfennige.
Im Stadtteil Rembrücken befindet sich die 1925 erbaute katholische Kirche „Mariä Opferung“.

## Gesellschaft und Soziales

### Religionen und Weltanschauungen
Die Mehrheit der Heusenstammer Bürger ist römisch-katholisch geprägt. Die beiden großen Gemeinden „St. Cäcilia“ und „Maria Himmelskron“ gehören, ebenso wie die Gemeinde „Mariä Opferung“ in Rembrücken, zum Bistum Mainz. Die landeskirchliche evangelische Gemeinde ist Teil der Evangelischen Kirche in Hessen und Nassau mit Sitz in Darmstadt. Daneben gibt es seit 1975 noch die Freie Evangelische Gemeinde (FeG), die dem Bund Freier evangelischer Gemeinden in Deutschland angehört.

### Sport
Neben dem am Stadtrand gelegenen überregional bekannten „Kultur- und Sportzentrum Martinsee“ gibt es in Heusenstamm noch die kleineren Sportanlagen des TSV gegenüber dem Bahnhof und eine Sporthalle, die mit dem Allwetterbad „Im Forst“ eine Gebäudeeinheit bildet.
Bedeutende Sportvereine in Heusenstamm sind:
- die TSV 1873 Heusenstamm (ca. 2600 Mitglieder: Kunstturnen, Leichtathletik,  Fußball, u. v. m.)
- der RK Heusenstamm (Rugby) (1. Bundesliga; Deutscher 7er Meister 2006, mehrere Nationalspieler)
- das TanzsportZentrum Heusenstamm (ca. 400 Mitglieder: Breiten- und Leistungssport)
- der TTC Heusenstamm (Tischtennis) (ehemaliger Bundesligist, Vizemeister, Vizepokalsieger)

### Veranstaltungen
Zu den jährlich wiederkehrenden Veranstaltungen zählen neben dem sogenannten Kultursommer, der seit 1987 um das Hintere Schlösschen und den Bannturm stattfindet und jedes Jahr mit vielen Veranstaltungen nicht nur Heusenstammer Bürger anlockt, auch der Nikolausmarkt, der sich vom Torbogen über die Schlossstraße und den Schlossgarten bis hin zum Bannturm erstreckt, und das Weinfest, das seit 1996 am Bannturm stattfindet. Das im Herbst stattfindende, vom Gesangsverein Konkordia veranstaltete Kelterfest hat sich als regelmäßige Veranstaltung in Heusenstamm etabliert.
Seit 2006 zählt auch jedes Jahr das Bahnhofsfest zu den regelmäßigen Festen.

## Wirtschaft und Infrastruktur

### Verkehr
Heusenstamm liegt an der Bundesautobahn 3, zu erreichen über die Anschlussstelle Obertshausen. Somit ist der Flughafen Frankfurt mit dem Frankfurter Kreuz in kurzer Zeit zu erreichen. Nicht weit entfernt ist auch die Bundesautobahn 661, Anschlussstelle Neu-Isenburg.

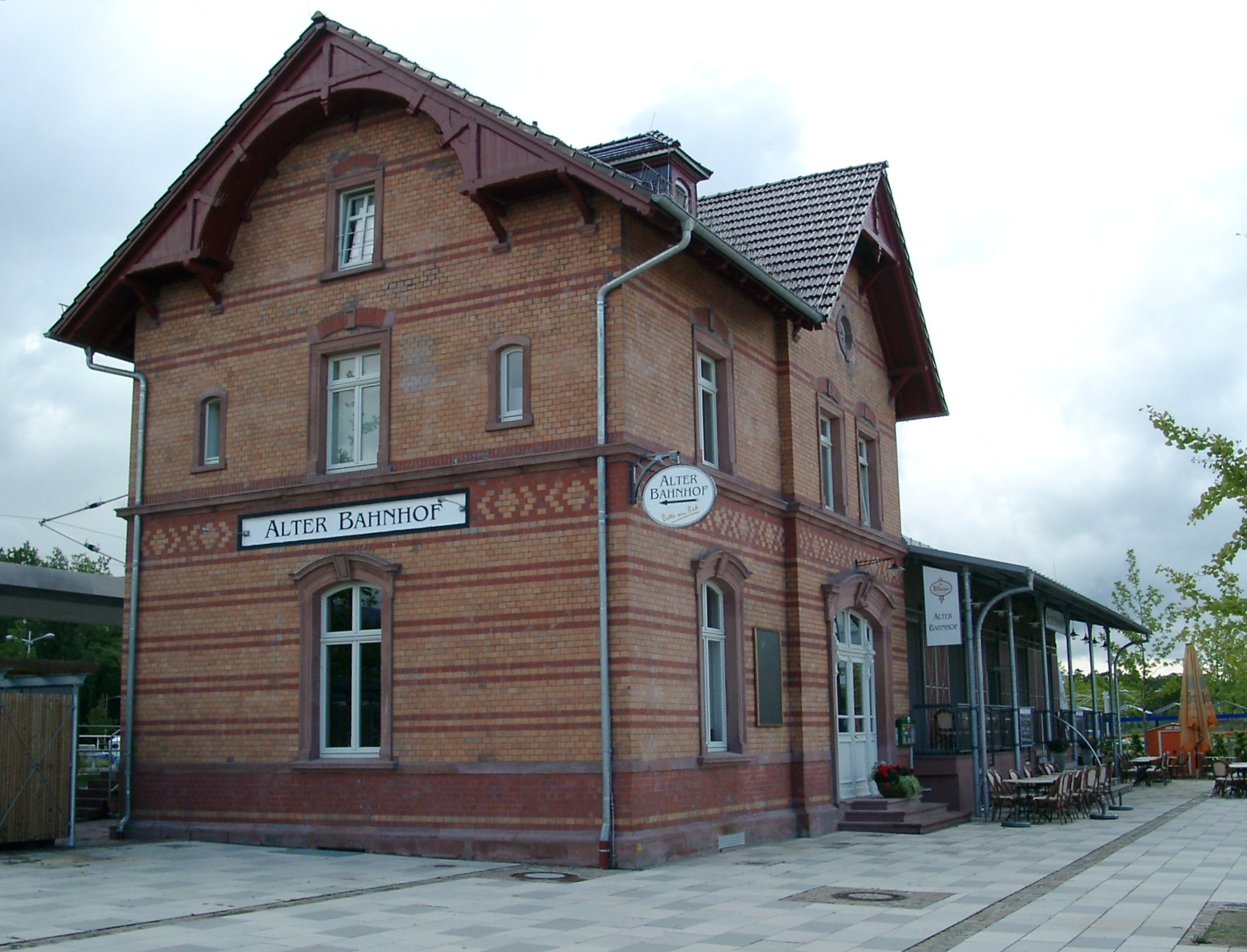
Empfangsgebäude Heusenstamm (2007)

Die an der Bahnstrecke Offenbach-Bieber–Dietzenbach gelegene Stadt ist seit Ende 2003 mit der Linie S2 (Niedernhausen–Dietzenbach) an das Netz der S-Bahn Rhein-Main angeschlossen. Die Bauarbeiten rund um den Bahnhof (Busbahnhof, Gaststätte im alten Bahnhof, Bahnhofsvorplatz) wurden 2006 abgeschlossen.
Heusenstamm profitiert von der Nähe des Wirtschaftsstandortes Frankfurt am Main und dem Rhein-Main-Gebiet sowie der sehr guten Verkehrsanbindung.
In der Stadt selbst, in die Nachbarorte und zum Frankfurter Flughafen fahren verschiedene Buslinien. Den Ortsteil Rembrücken verbindet die Linie OF-97 mit der Kernstadt und Rodgau. Das Stadtgebiet wird zusätzlich tagsüber und an Wochenenden auch nachts im Bedarfsverkehr der Kreisverkehrs Gesellschaft Offenbach mit einem Anrufsammeltaxi genannt „Hopper“ bedient.
Die S-Bahn Linie S2 verkehrt tagsüber (5–24 Uhr) 2 Mal pro Stunde, an Wochentagen im Berufsverkehr teilweise alle 15 Minuten bis Frankfurt-Höchst. An Wochenenden wird ein durchgehender Nachtverkehr im Stundentakt angeboten, der die vormals bestehenden Nachtbus Verbindungen abgelöst hat.
Nach der Stadt ist ein Intercity-Express benannt.

### Ansässige Unternehmen

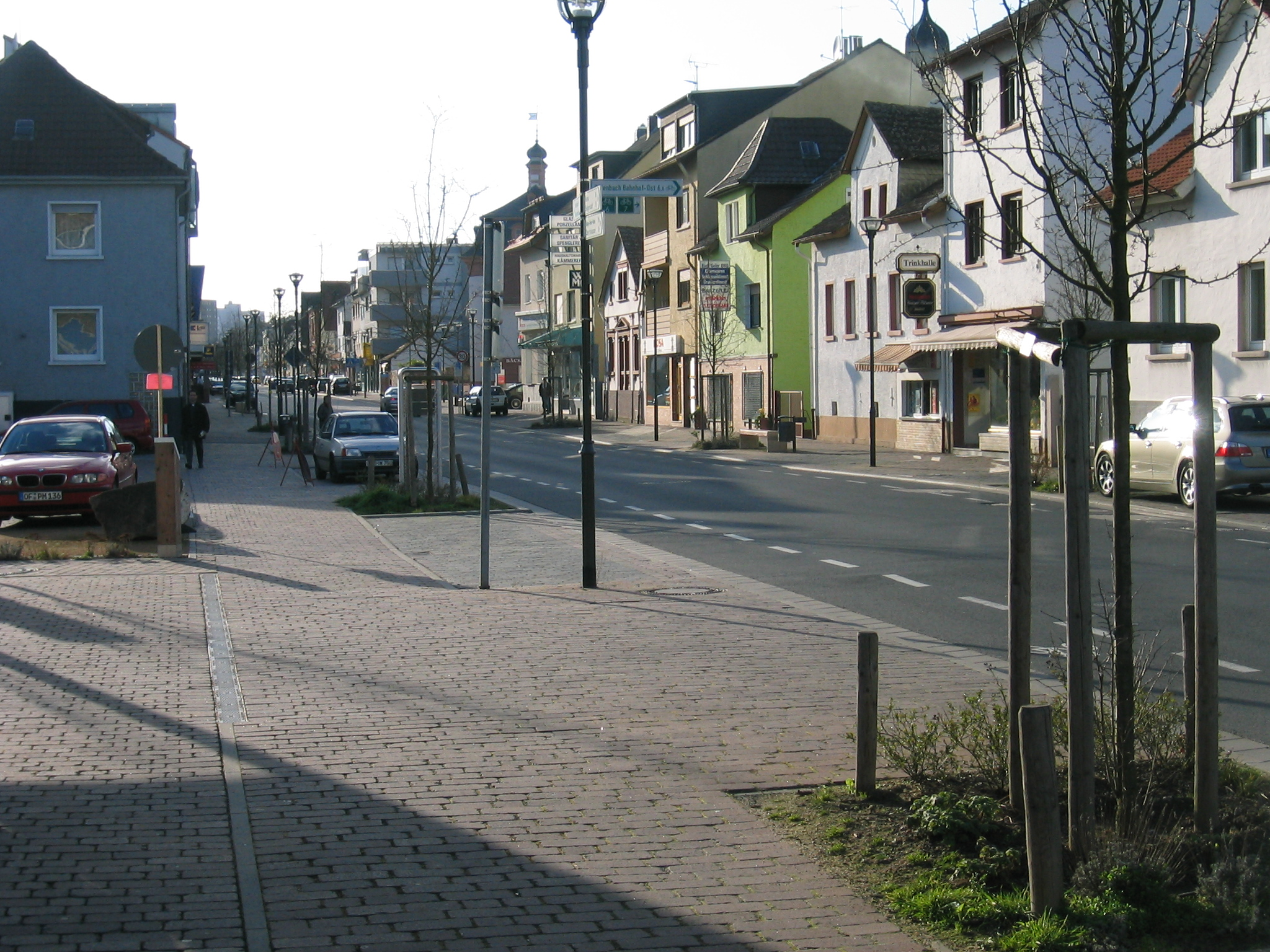
Haupteinkaufsstraße Frankfurter Straße

Die meisten der in Heusenstamm ansässigen Firmen und Unternehmen sind im Gewerbeverein Heusenstamm e. V. und in der Werbegemeinschaft Frankfurter Straße e. V. organisiert. Die Einkaufsmöglichkeiten konzentrieren sich auf die Frankfurter Straße in der Stadtmitte, auf das Einkaufszentrum „Alte Linde“ und auf Aldi und REWE in der Werner-von-Siemens-Straße im Industriegebiet.
Größter Arbeitgeber in der Stadt Heusenstamm ist mit mehreren hundert Arbeitsplätzen die Deutsche Telekom AG. Die Konzerntochter T-Systems Business Services GmbH und die Festnetzsparte unterhalten in der Stadt Heusenstamm große Liegenschaften. Neben den vielen klein- und mittelständischen Betrieben haben auch große internationale Firmen wie Konica Minolta Business Solutions hier ihre Deutschlandvertretungen. Außerdem hat die Betriebskrankenkasse Mobil durch ihre Fusion 2008 mit der ehemaligen KEH Ersatzkasse hier einen Sitz. Die Corpus Sireo Asset Management GmbH ist ebenfalls in Heusenstamm ansässig. Außerdem hat das mittelständische Familienunternehmen Herth+Buss Fahrzeugteile GmbH & Co.KG seinen Sitz in Heusenstamm.

### Medien
Die Offenbach-Post, deren Verlagshaus seinen Sitz in Offenbach am Main hat, berichtet regelmäßig im Regionalteil über Heusenstamm. Aus dem gleichen Verlagshaus kommt auch die Stadt-Post Heusenstamm. Darüber hinaus sendet Deutschlandradio Kultur in Heusenstamm und Umgebung mit einem eigenen Sender auf 99,8 MHz. Seit 2016 berichtet der lokale TV-Sender OF-TV über Heusenstamm. Seit 2014 berichtet das Stadtmagazin Heusenstamm über die Stadt.

### Schulen und Kindergärten

#### Kindergärten
In Heusenstamm gibt es vier kirchliche (drei katholische, eine evangelische) Kindertagesstätten und drei weitere in kommunaler Trägerschaft. Darüber hinaus gibt es zwei Kinderbetreuungs-Vereine.

#### Schulen
Heusenstamm ist ein bedeutender Schulstandort im Landkreis Offenbach. Zurzeit gibt es drei Grundschulen, die Adalbert-Stifter-Schule (seit 1957), die Otto-Hahn-Schule (seit 1962) und die Matthias-Claudius-Schule. Weiterführende Lehranstalten sind die Adolf-Reichwein-Schule (Haupt- und Realschule mit Förderstufe) (kurz: ARS) und das Adolf-Reichwein-Gymnasium (kurz: ARG). 2004 wurde die Schule am Goldberg eröffnet, eine Förderschule des Landkreises Offenbach für Praktisch Bildbare mit Abteilung für körperbehinderte Praktisch Bildbare Schüler. Die Erwachsenenbildung gewährleistet die Volkshochschule Heusenstamm.

## Persönlichkeiten

### Ehrenbürger
- 1961: Wilhelm Arnoul, Regierungspräsident
- 1966: Franz Rau, kath. Pfarrer
- 1971: Rudolf Braas, Unternehmer
- 1976: Hans Eckstein
- 1977: Hans Hemberger, Bürgermeister
- 1984: Franz Rebell, Erster Stadtrat
- 1984: Johann Subtil, Bürgermeister Rembrücken
- 1986: Richard Hofmeister, kath. Pfarrer
- 1987: Günter Wilkens, ev. Pfarrer
- 2002: Helmut Kilian, 50 Jahre Stadtverordnetenversammlung
- 2003: Josef Eckstein, Bürgermeister
- 2007: Thomas Engel, Unternehmer
- 2012: Karin Härle, ev. Pfarrerin[38]
- 2015: Peter Jakoby, Bürgermeister

### Söhne und Töchter der Stadt
- Andreas Trauttner (1702–1782), Landmesser und Kartenzeichner
- Franz Merkel (1754–1824), Landtagsabgeordneter im Großherzogtum Hessen
- Franz Gallus Sündermahler (1755–1840), deutscher Jurist und Beamter
- Jakob Sengler (1799–1878), Philosoph und katholischer Theologe
- Franz Heberer (1883–1955), deutscher Architekt
- Fritz Rebell (1905–1990), Fußballspieler
- Johann Anton Hemberger, (1911–2008), Bauingenieur, Architekt und Bürgermeister von Heusenstamm
- Walter Zimmermann (1929–2018), Fußballspieler
- Karl Sperl (* 1935), Fußballspieler
- Heinz-Dieter Assmann (* 1951), Rechtswissenschaftler

### Persönlichkeiten die mit der Stadt verbunden sind
- Alois Lessing (* 1914), Ingenieur, Direktor und Vorstand der Studiengemeinschaft für Fertigbau in Wiesbaden
- Helmut Preisendörfer (1927–1984), Fußballspieler
- Eva Zeidler (1928–2013), Schauspielerin und Autorin von Bühnenstücken
- Willi Jaschek (* 1940), Kunstturner bei der TSV Heusenstamm
- Karl Rathgeber (* 1950), Dirigent und Hochschullehrer, lebt seit 2013 in Heusenstamm
- Daniel Winkler (* 1962), Kunstturner, Teilnehmer an den Olympischen Spielen 1984 und 1988
- Torsten Jaschek (* 1967), Film- und Fernsehproduzent
- René Frank (* 1974), Komponist und Sachbuchautor
- Markus Walger (* 1979), Kapitän der 7er-Rugby-Nationalmannschaft
- Dennis Tinat (* 1984), Hörfunkmoderator

## Namensträger
- Seit 2011 trägt anlässlich der 800-Jahr-Feier eine S-Bahn den Namen Heusenstamm.[39] Ebenfalls taufte die Deutsche Bahn am 20. März 2009 den InterCityExpress mit der Kennung Tz 171 auf den Namen Heusenstamm, nachdem die Gemeinde zuvor die Patenschaft über den Zug übernommen hatte.[40]